# Barnabas McDonald
Barnabas McDonald (20 de marzo de 1865 - Albuquerque 24 de abril de 1929) fue un Hermano de las Escuelas Cristianas (La Salle) estadounidense conocido por su trabajo con los jóvenes, especialmente con los huérfanos y delincuentes, por la fundación de los Columbian Squires de los Caballeros de Colón y por su trabajo en el establecimiento del escultismo católico en Estados Unidos a través del «Catholic Committee on Scouting» de los Boy Scouts of America.

## Escultismo

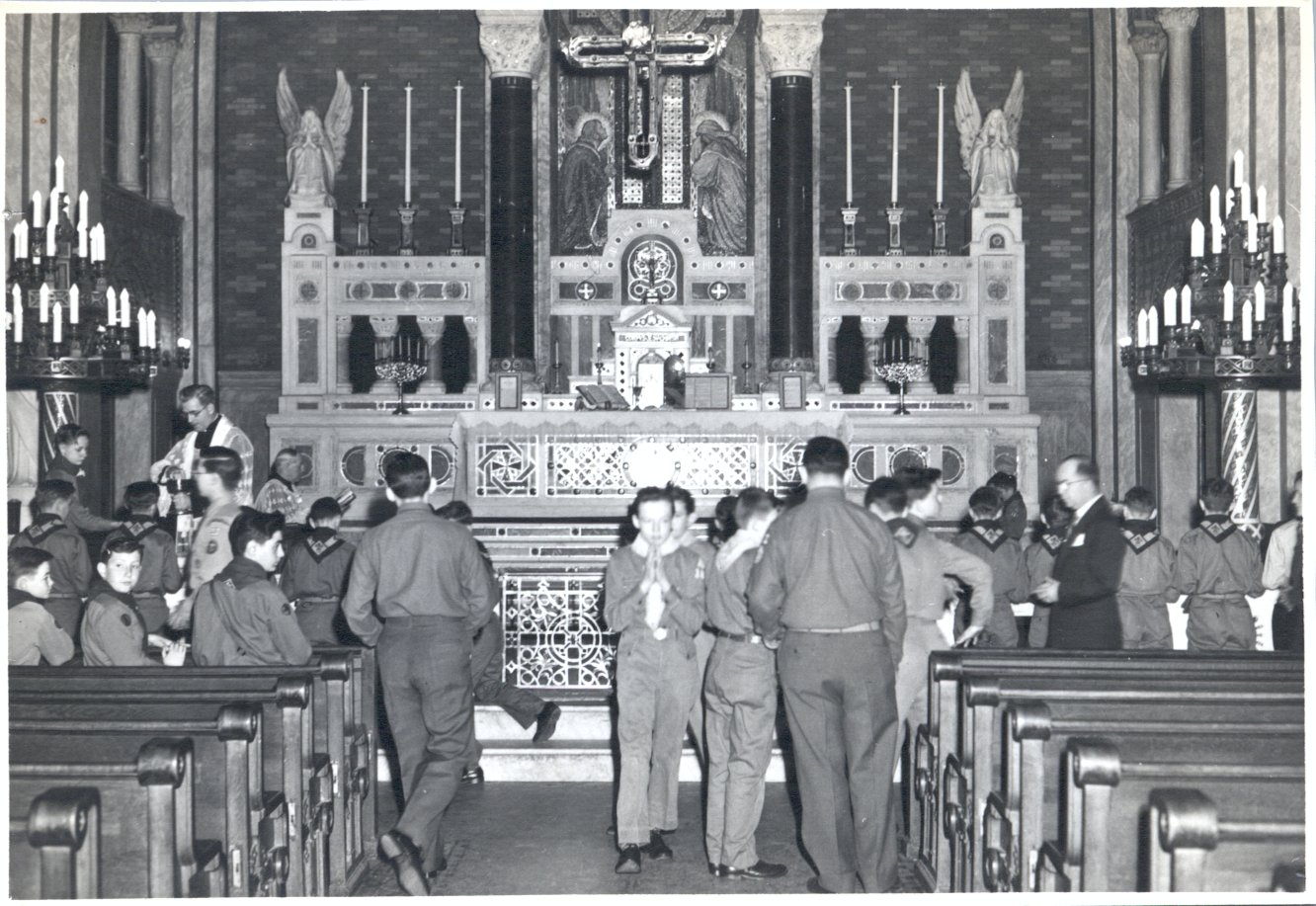
Celebración católica participada por scouts en 1949.

El Hermano Barnabas, junto a Victor F. Ridder y James E. West fundó uno de los primeros grupos scouts católicos en Estados Unidos en la Catedral de San Patricio en 1912, una vez recibida la aprobación de John Murphy Farley, cardenal Arzobispo de Nueva York. En 1924, Ridder y McDonald organizaron un «comité católico en el escultismo» («Catholic Committee on Scouting») bajo la presidencia honorífica de Patrick Hayes y la dirección de Joseph H. Conroy, obispo de Ogdensburg. El reverendo Matthew J. Walsh, presidente de la Universidad de Notre Dame, fue elegido capellán nacional.
McDonald fue seleccionado por los Boy Scouts of America en 1925 para ser el director pedagógico de su «oficina católica», sustituyendo a John F. White. Dos años después, fue reconocido con el Búfalo de plata por sus servicios. Barnabas permaneció activo en el comité hasta su muerte y, tras ésta, se estableció una condecoración con su nombre como reconocimiento a los adultos que hayan demostrado un servicio meritorio en el escultismo católico.

## Caballeros de Colón
En 1923, Barnabas McDonald propuso a los Caballeros de Colón la creación de un programa de jóvenes, que se estableció definitivamente, con el nombre de Columbian Squires, el 4 de agosto de 1925.

## Huérfanos

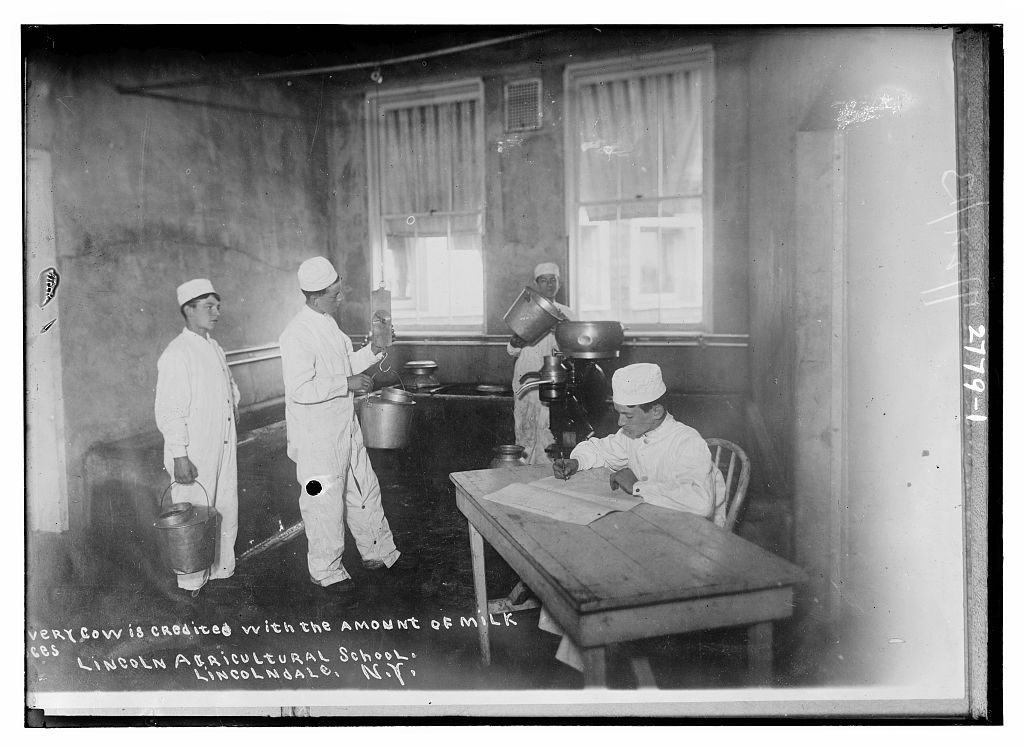
Lincolndale Agricultural School for Boys.

El Hermano Barnabas fundó también la Lincolndale Agricultural School for Boys, una escuela agraria gratuita abierta en 1912 para huérfanos.